# Суперищейка
«Суперищейка» (англ. Top Dog) — американский художественный фильм, снятый в жанре комедийного боевика, американским режиссёром Аароном Норрисом в 1995 году. Также известен под названием «Главная собака». Премьера фильма состоялась 28 апреля 1995 года.

## Сюжет
Джейк Уайлдер — один из самых крутых полицейских в городе Сан-Диего в США, решительный и героический человек, который любит работать и не стесняется нарушать закон, когда нужно поступить по справедливости. Но, расследуя смерть коллеги-полицейского, Уайлдер попадает в неприятности, и, несмотря на все свои усилия, он не может раскрыть дело в одиночку. Он получает нового напарника, которым становится пёс по кличке Рено. Сначала Уайлдер и Рено не могут ужиться вместе, но вскоре приходят к взаимопониманию, и мыслям о том, что должны доверять друг другу. После этого и начинаются их опасные для жизни приключения, которые предстоит пережить двум главным героям. Вместе им придётся найти и обезвредить опасных преступников, а также пресечь контрабанду оружия, которая происходит в городе.

## В ролях
| Актёр                  | Роль                                            |
| ---------------------- | ----------------------------------------------- |
| Чак Норрис             | Джек Уайлдер                                    |
| Мишель Ламар Ричардс   | Саманта Бойетт                                  |
| Эрик Фон Деттен        | Мэттью Свонсон                                  |
| Кармайн Кариди         | Ken Свонсон                                     |
| Клайд Кусацу           | Кен Каллахан                                    |
| Кай Вулфф              | Отто Дитрих                                     |
| Питер Севард Мур       | Карл Коллер                                     |
| Тимоти Боттомс         | Нельсон Хаусман                                 |
| Франческо Куинн        | Марк Кёртэйнс                                   |
| Херта Уэр              | мать Уайлдера                                   |
| Джон Кэрри             | Капитан Уэст                                    |
| Хэнк Баумерт           | пожарник в маске / сотрудник пограничной службы |
| Линда Кастро           | парамедик                                       |
| Джон Систранк          | водитель на границе                             |
| Боб Бестенчури         | пассажир                                        |
| Кент Ризли             | иммиграционный офицер                           |
| Эрик Норрис            | сотрудник пограничной службы                    |
| Тони Феррандини        | сотрудник пограничной службы                    |
| Карели Остин           | жена Каллахана                                  |
| Джек Беннинг           | продавец хот-догов                              |
| Микеланджело Ковальски | "Слизняк"                                       |